# جک نلسون
جک ویمن نلسون (انگلیسی: Jack Weyman Nelson؛ ۸ نوامبر ۱۹۳۱ – ۵ نوامبر ۲۰۱۴) شناگر رقابتی و مربی شنای آمریکایی بود.